# Ildefons Lima
Ildefons Lima, född 10 december 1979 i Barcelona, är en andorransk före detta fotbollsspelare. Han spelade för det andorranska landslaget och är den spelare som gjort flest landskamper såväl som mål för Andorra.
Lima är en av tre manliga fotbollsspelare, de andra är Jari Litmanen och Billy Meredith, som representerat ett landslag under fyra olika decennier.

## Spelarkarriär

### Klubblagskarriär
Efter att Oleg Blochin sett Limas framträdanden i landslaget värvades han till Blochins dåvarande klubb, grekiska Ionikos. En skada Lima ådrog sig under försäsongen skulle dock hålla honom borta från spel och han gjorde aldrig några ligamatcher i Grekland.

### Landslagskarriär
Lima gjorde två mål i kvalet till VM 2002 i Korea och Japan, vilket gjorde honom till den ende andorranska spelare som gjort fler än ett mål i ett kval.
Han upprepade och överträffade bedriften i kvalet till EM 2016. Lima gjorde då tre mål, samtliga på straff.
Efter ett uppehåll på nästan ett år spelade Lima 16 juni 2023 sin 135:e landskamp, mot Schweiz. Han slog då rekord som den äldste spelare att spela i en EM-kvalmatch. Lima var då 43 år och 188 dagar gammal. Lima medverkade i ytterligare två matcher i samma EM-kval och den 12 september 2023 spelade sin sista landskamp, även den mot Schweiz. Han var då 43 år och 276 dagar gammal. Limas 26-åriga landslagskarriär är den längsta någonsin.

## Personligt
Lima är född i Barcelona men uppvuxen i Andorra. Han är yngre bror till Toni Lima, som också spelade för Andorras landslag.